# Threshold
Threshold er det sjette studiealbum fra det svenske power metalband HammerFall som blev udgivet d. 31 oktober 2006 gennem Nuclear Blast. Med denne udgivelse trådte bandet i på den svenske hitliste som nr. 1. Dette var bandets første nr. #1 siden Renegade albummet i 2000.

## Spor
1. "Threshold" (Dronjak/Cans) – 4:43
2. "The Fire Burns Forever" (Dronjak/Cans)  – 3:20
3. "Rebel Inside" (Dronjak)  – 5:32
4. "Natural High" (Dronjak/Cans) – 4:13
5. "Dark Wings, Dark Words" (Dronjak/Cans)  – 5:01
6. "Howlin' With the 'Pac" (Dronjak/Cans)  – 4:04
7. "Shadow Empire" (Dronjak/Cans/Elmgren)  – 5:13
8. "Carved in Stone" (Dronjak/Cans)  – 6:10
9. "Reign of the Hammer" (Elmgren)  – 2:48
10. "Genocide" (Dronjak/Cans/Elmgren)  – 4:41
11. "Titan" (Dronjak/Cans)  – 4:24

## Musikere
- Joacim Cans – Vokal
- Oscar Dronjak – Guitar og bagvokal
- Stefan Elmgren – Guitar og bagvokal
- Magnus Rosén – Bas
- Anders Johansson – Trommer